# Болайир
Болайир (тур. Bolayır) — небольшой город на западе Турции, на территории провинции Чанаккале. Входит в состав района Гелиболу.

## География
Город расположен в северной части Галлипольского полуострова, на расстоянии приблизительно 12 километров к северо-востоку от города Гелиболу. Абсолютная высота — 80 метров над уровнем моря.

## Население
По оценочным данным, на 2007 год численность населения города составляла 2 378 человек
Динамика численности населения по годам:
| 1997  | 2000  | 2007  | 2012  |
| ----- | ----- | ----- | ----- |
| 1 577 | 1 608 | 2 378 | 3 052 |

## История
26 января 1913 года, в ходе Второй Балканской войны, в окрестностях города произошло сражение между болгарскими и турецкими войсками, закончившееся победой болгар.

## Достопримечательности
В Болайире находится гробница (тюрбе) Сулеймана-паши, старшего сына второго османского бея Орхана I. Также в городе расположена могила поэта Намыка Кемаля.